# Amantis subirina
Amantis subirina är en bönsyrseart som beskrevs av Giglio-tos 1915. Amantis subirina ingår i släktet Amantis och familjen Mantidae. Inga underarter finns listade i Catalogue of Life.